# Allwinner Technology
Allwinner Technology è un'azienda cinese produttrice di microprocessori e circuiti integrati SoC. Il quartier generale è a Zhuhai, Guangdong e la compagnia conta 500 dipendenti, di cui l'80% sono ingegneri..

## Storia
Dall'anno della sua fondazione, il 2007, Allwinner ha immesso nel mercato più di quindici SoC che sono stati implementati in vari ambiti come tablet Android, smartphones, sistemi video e lettori multimediali per auto. Nel 2012 e 2013, Allwinner è stato il numero uno tra i fornitori in termini di unità vendute di SoC per tablet Android. Secondo DigiTimes, nel 2013 Allwinner ha perso la posizione di primo fornitore per unità vendute nel mercato cinese a favore di Rockchip. Per il 2014, Allwinner è stata indicata da DigiTimes come il terzo fornitore nel mercato cinese dopo Rockchip e MediaTek.